# Rode knopbladroller
De rode knopbladroller (Spilonota ocellana) is een vlinder uit de familie van de bladrollers, de Tortricidae. De spanwijdte van de vlinder bedraagt tussen de 12 en 17 millimeter. De soort overwintert als rups.

## Waardplanten
De rode knopbladroller heeft diverse loofbomen en struiken als waardplanten.

## Voorkomen in Nederland en België
De rode knopbladroller is in Nederland en in België een algemene soort, die verspreid over het hele gebied kan worden gezien. De soort vliegt van mei tot in oktober.